# Georg August Spangenberg (Mediziner)

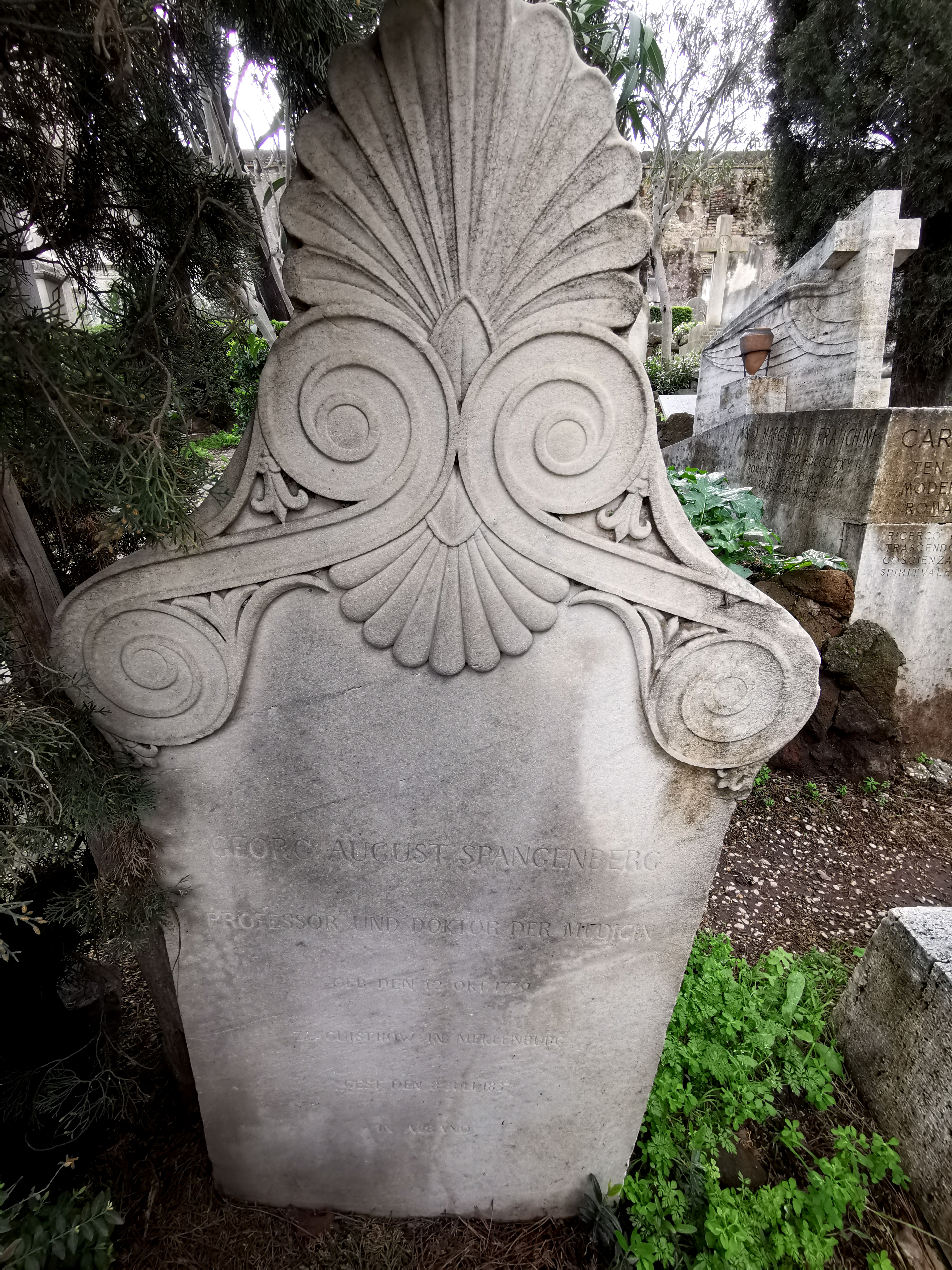
Grab auf dem Nichtkatholischen (Protestantischen) Friedhof Rom

Georg August Spangenberg (* 10. Oktober 1779 in Bützow; † 8. Juli 1837 in Albano Laziale) war ein deutscher Mediziner und Kunstsammler.

## Leben und Wirken
Georg August Spangenberg war der älteste Sohn des mecklenburg-schwerinschen Kanzleirats und Professors der Medizin Peter Ludolph Spangenberg und der Dorothea Magdalena, geb. Sibeth. Zum Studium der Medizin ging er an die Universitäten Göttingen und Würzburg. In Würzburg wurde er 1801 zum Dr. med. promoviert. Er ließ sich als praktischer Arzt in Braunschweig nieder und wurde 1803 als ordentlicher Professor in das Obersanitätscollegium berufen. Später wurde er auch Oberarzt des Militärhospitals und hielt Vorlesungen am anatomisch-chirurgischen Institut. 1808 wurde Spangenberg als Leibarzt der Königin von Westphalen, Katharina von Württemberg, nach Kassel berufen. Auch hier war er Chef des Militärhospitals und Arzt an der königlichen Militärschule.
Nach dem Sturz Jérôme Bonapartes kehrte er kurz nach Braunschweig zurück, um von dort 1815 nach Hamburg überzusiedeln. Hier schuf er sich als praktischer Arzt eine ausgedehnte Praxis. Neben der Praxis verfasste er medizinische Schriften.
Spangenberg baute sich eine umfangreiche Gemäldesammlung meist älterer, besonders niederländischer Meister auf. Als er aus Krankheitsgründen seine ärztliche Praxis aufgab und in den Süden zog, ging diese Sammlung in den Besitz von Nicolaus Hudtwalcker über. Durch spätere Erwerbungen vermehrt, bildete sie unter dem Namen Hudtwalcker-Wesselhöft’sche Sammlung einen der Grundpfeiler der Sammlungen der Hamburger Kunsthalle.
Spangenberg zog nach Italien und hielt sich 1836/37 länger in Rom auf, wo sein Haus gern von Künstlern aufgesucht wurde.
Er war in erster Ehe mit Henriette Wilhelmine, geb. Henneberg verheiratet. Diese stammte aus Braunschweig und war eine Tochter von Georg Henneberg und der Stieftochter Lessings Amalie, geb. König. Der Sohn aus dieser Ehe war Landesökonomierat Wilhelm Spangenberg, wiederholt Mitglied des preußischen Abgeordnetenhauses. In zweiter Ehe war er mit Luise Marie, geb. Sillem, verheiratet. Dieser Ehe entstammten die Maler Louis Spangenberg und Gustav Spangenberg, beide Mitglieder der königlichen Akademie der Künste in Berlin.

## Schriften
- Ueber die Entzündung der Arterien und deren Ausgang. In: Horn’s Archiv für medicinische Erfahrung, 1804, Band V, Heft 2, S. 269–305.
- Neue theoretisch-praktische Darstellung der Blutflüsse in medicinischer Hinsicht. Braunschweig 1805.
- Ueber Nervenanschwellungen.
- Ueber die Entstehung der Form des Hornhautstaphyloms. In: Neues Archiv, 1809, IX.
- Ueber eine Typhusepidemie. In: Neues Archiv. X (1809).
- Kurze Nachricht über den Zustand des Militär-Krankenhauses in Braunschweig v. J. 1809. In: Neues Archiv, 1810, XII.
- Ueber die Krankheiten des Herzens. In: Archiv für medizinische Erfahrung, 1811, Band 2, S. 1–61 (Digitalisat in der Google-Buchsuche).